# Jean Ballesdens
Jean Ballesdens (* 1595 in Paris; † 27. Oktober 1675 ebenda) war ein französischer Jurist und Bibliophiler. 
Ballesdens studierte an der Universität seiner Heimatstadt beide Rechte und war dann als Jurist am Parlement de Paris tätig. Später auch als Sekretär für den Kanzler von Frankreich, Pierre Séguier. Als solcher war er Erzieher der vaterlos gewordenen Enkel Séguiers, Armand du Cambout de Coislin und Pierre du Cambout de Coislin. Als Ästhet und bibliophiler Mensch trug Ballesdens mit den Jahren eine sehr große und wertvolle Privatbibliothek zusammen, welche zu ihrer Zeit kaum ihresgleichen fand.  
1648 wählte ihn die Académie française zum Nachfolger des verstorbenen Claude de Malleville (Fauteuil 8). Ihm selbst folgte 1675 der Philosoph Géraud de Cordemoy auf diesem Platz nach. 
Mit ungefähr 80 Jahren starb Jean Ballesdens 1675 in Paris und fand dort auch seine letzte Ruhestätte.